# برنامه جنوبگان ایالات متحده آمریکا
برنامه جنوبگان ایالات متحده آمریکا (انگلیسی: United States Antarctic Program) یا USAP سازمانی متعلق به دولت ایالات متحده آمریکا است که در قاره جنوبگان حضور دارد. این سازمان در سال ۱۹۵۹ بنیادگذاری شده و همه برنامه‌های پژوهشی ایالات متحده در جنوبگان و اقیانوس منجمد جنوبی را مدیریت می‌کند.

## برنامه‌ها و خدمات

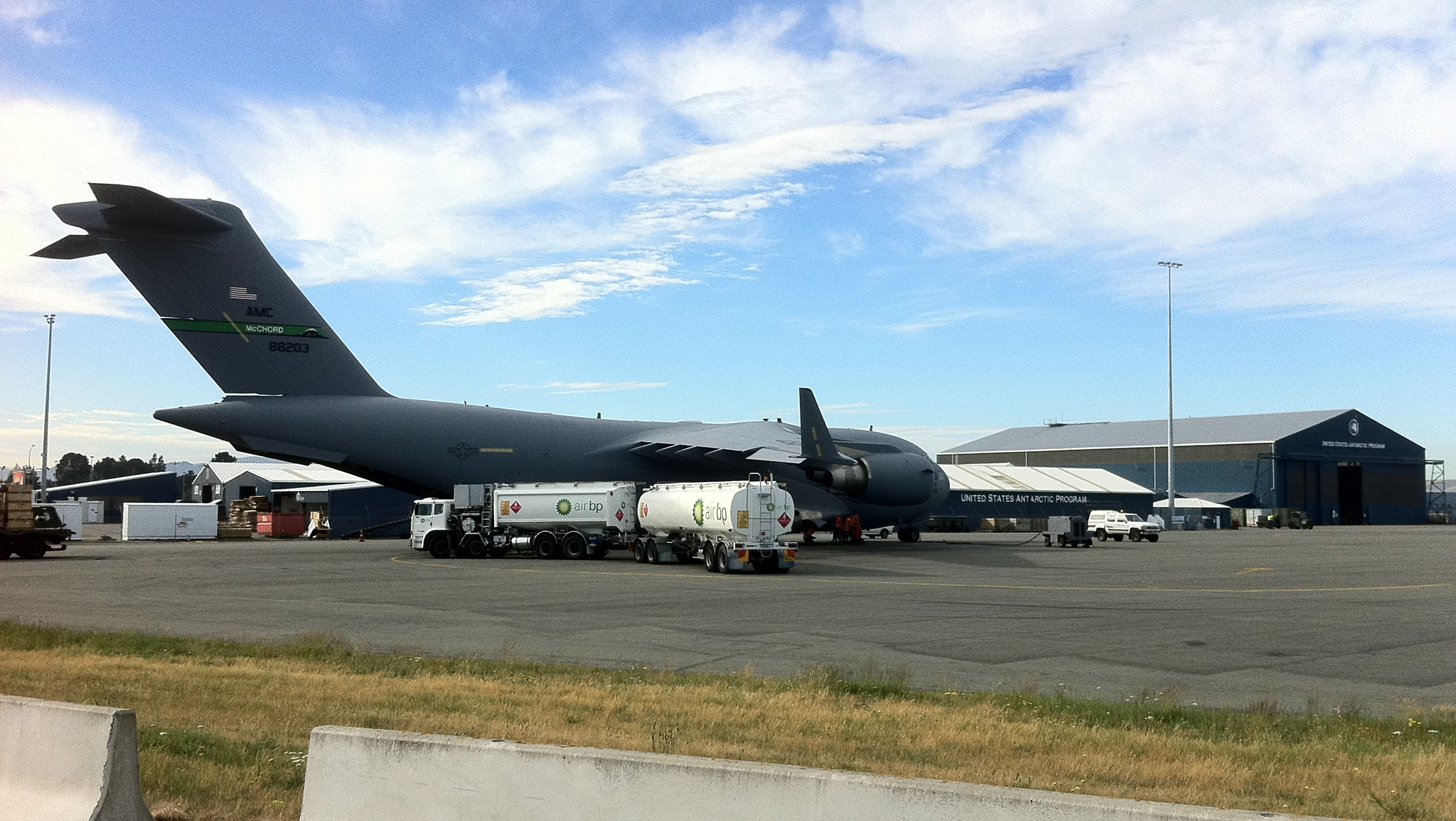
برنامه جنوبگان ایالت متحده آمریکا

برنامه جنوبگان ایالات متحده آمریکا توسط اداره برنامه‌های قطبی در National Science Foundation پایه‌گذاری شده و برنامه‌هایی را پشتیبانی می‌کند که فقط در جنوبگان می‌توانند انجام شوند یا در جنوبگان امکان اجرای آنها به بهترین شکل وجود داشته باشد. رشته‌ها و شاخه‌های تحت حمایت USAP عبارتند از: اخترشناسی، علوم جوی، زیست‌شناسی، علوم زمین، علوم زیست‌محیطی، زمین‌شناسی، یخچال‌شناسی، زیست‌شناسی دریایی، اقیانوس‌نگاری و ژئوفیزیک.
در حال حاضر برنامه جنوبگان ایالات متحده آمریکا سه پایگاه پژوهشی در جنوبگان ساخته که در تمام طول سال فعال هستند: پایگاه مک‌موردو، ایستگاه تحقیقاتی اسکات آمونسن و پایگاه هوایی پالمر. علاوه بر این USAP چندین اردوگاه پژوهشی تابستانی و چندین کشتی پژوهشی در آب‌های جنوبگان در اختیار دارد.
بودجه برنامه جنوبگان ایالات متحده آمریکا در سال ۲۰۰۸، ۲۹۵ میلیون دلار و در سال ۲۰۱۲ این بودجه ۳۵۰ میلیون دلار بود.